# 스테판 음비아
스테판 음비아 에툰디(프랑스어: Stéphane Mbia Etoundi, 1986년 5월 20일 ~ )는 카메룬의 축구 선수로, 현재 푸엔라브라다에서 수비형 미드필더로 뛰고 있다.

## 초기 경력
스테판 음비아는 카메룬의 두알라에 위치한 카지 스포츠 아카데미의 유소년팀에 입단하여 사뮈엘 에토, 이드리스 카를로스 카메니, 에릭 젬바-젬바 등이 밟은 엘리트코스를 따랐다. 2004년, 그는 프랑스의 스타드 렌 FC로 이적하였다.
2005-06 시즌, 음비아는 스타드 렌 FC의 1군으로 승격되었고, 다수의 경기에 출전하였다. 이 카메룬인은 2006년 11월에 올랭피크 리옹을 상대로 프로계약 이후 첫 리그골을 득점하였다.
2007년 4월 18일, 음비아는 리옹의 스트라이커 밀란 바로시가 인종 차별하였다고 고소하였다. 이로 인해, 바로시는 행위에 대해 유죄판결을 받았으나, 인종차별을 하지 않은 것으로 밝혀졌고, 바로시는 3경기 출장이 금지되었다.
2009년 7월 14일, 음비아는 £10.4M의 가격에 스타드 렌 FC에서 올랭피크 드 마르세유로 이적하였다. 2009-10 시즌 중반, 그는 센터백으로 전향하여 술레만 디아와라와 센터백 듀오를 형성하였다. 그의 중앙 수비수 전향은 성공적이었고, 잔여 시즌 동안 그는 이 포지션을 맡았고, 그에 따라 디디에 데샹의 주축 선수들 중 하나로 자리잡았다. 또한 마르세유는 2009-10 시즌에 리그 우승을 거두었다.
2012년 8월 30일, 음비아는 퀸즈 파크 레인저스 FC 로 이적 완료 후 인터뷰에서 '나는 스코틀랜드의 레인저스 FC의 영입 제의인줄 알고 받아들였다'라고 밝혀 팬들의 비난을 받았다.
2012-13시즌 퀸즈 파크 레인저스 FC가 2부리그로 강등 되면서, 음비아는 세비야 FC로 임대 이적 하였다.

## 국가대표팀 경력
음비아는 카메룬의 청소년 국가대표팀 일원이었다. 그는 핀란드에서 개최한 2003년 FIFA U-17 월드컵에 참여하였고, 카메룬은 조별 리그에서 탈락하였다.
2005년, 그는 카메룬 축구 국가대표팀 데뷔전을 치렀다. 2008년에는 가나에서 열린 2008년 아프리카 네이션스컵에 참여하였고, 이 대회의 8강인 튀니지전에서 음비아는 2번 골네트를 때렸다.
음비아는 베이징에서 열린 2008년 하계 올림픽에 참여하여, 카메룬의 4경기에 모두 출장하였고, 온두라스전에서는 득점도 하였다.

## 사생활
스테판의 형은 프랑크 에툰디로, 축구선수이며, 스위스에서 활동하고 있다. 스테판 음비아는 프랑스 시민권도 가지고 있다.